# 1845 au Nouveau-Brunswick
Chronologie du Nouveau-Brunswick
- 1841
- 1842
- 1843
- 1844
- 1845
- 1846
- 1847
- 1848
- 1849

Cette page concerne des événements survenus en 1845 dans la colonie du Nouveau-Brunswick.

## Événements
- Création du Comté d'Albert.

## Naissances
- 27 janvier : John Waterhouse Daniel, député, sénateur et maire de Saint-Jean.
- 13 août : Michael Adams, politicien.